# ماسنباخهاوزن
ماسنباخهاوزن (به آلمانی: Massenbachhausen) یک شهر در آلمان است که در هایلبرون واقع شده‌است. ماسنباخهاوزن ۳٬۶۲۶ نفر جمعیت دارد.